# Le Tartre
 Le Tartre  es una población y comuna francesa, en la región de Borgoña, departamento de Saona y Loira, en el distrito de Louhans y cantón de Saint-Germain-du-Bois.

## Demografía
| 135 | 120 | 109 | 96 | 76 | 95 |
| Para los censos de 1962 a 1999 la población legal corresponde a la población sin duplicidades (Fuente: INSEE [Consultar]) |     |     |    |    |    |